# Ditrichum brevisetum
Ditrichum brevisetum là một loài rêu trong họ Ditrichaceae. Loài này được Kiguchi, Tad. Suzuki & Z. Iwats. mô tả khoa học đầu tiên năm 2001.